# ویل راجرز جونیور
ویل راجرز جونیور (انگلیسی: Will Rogers Jr.; ۲۰ اکتبر ۱۹۱۱ – ۹ ژوئیهٔ ۱۹۹۳) نماینده دموکرات کنگره آمریکا و بازیگر اهل ایالات متحده آمریکا بود.
از فیلم‌ها یا برنامه‌های تلویزیونی که وی در آن نقش داشته‌است می‌توان به جستجو، پسری از اکلاهما اشاره کرد.
وی همچنین برندهٔ جوایزی همچون نشان ستاره برنزی شده‌است.